# Anticòs antinuclear

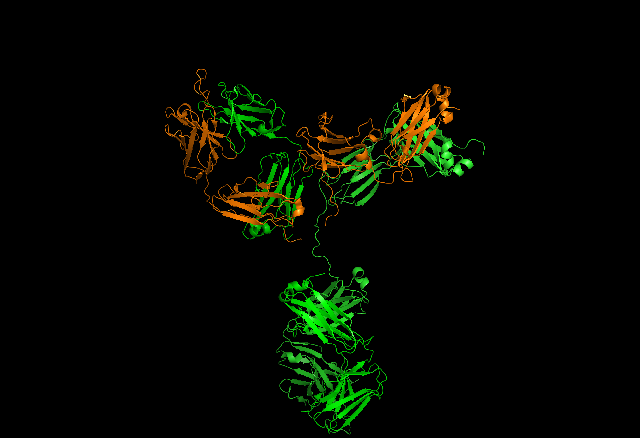
Estructura típica d'un anticòs. Dues cadenes pesants (color verd) i dues cadenes lleugeres (color taronja). (Imatge produïda amb el programa PyMOL)

Els anticossos antinuclears (ANA) són anticossos que ataquen components del nucli de la cèl·lula. Hi ha diversos tipus d'anticossos antinuclears, cadascun dels quals ataca diferents tipus de proteïnes o complexos proteics del nucli. Són els causants de moltes malalties autoimmunitàries, càncer i infeccions, la qual cosa permet utilitzar-los com a indicador per al diagnòstic de les anomenades malalties autoimmunitàries.
Els ANA, doncs, són immunoglobulines que reaccionen contra diferents components nuclears i citoplasmàtics. Existeix certa controvèrsia sobre si és correcte anomenar a aquests darrers anticossos antinuclears si ataquen components citoplasmàtics. D'altra banda, la identificació d'antígens reconeguts pels anticossos fou estudiada a partir de la purificació de les proteïnes nuclears mitjançant tècniques d'extracció amb solucions salines. D'aquí va sorgir el nom d'antígens extraïbles del nucli (ENA).

## Història
El fenomen cel·lular del lupus eritematós (LE), que fou descobert el 1948 per Hargraves, Richmond i Morton, va ser la primera demostració de la reacció entre anticossos antinuclears i antígens nuclears. Posteriorment, es va demostrar que el factor del plasma (el factor cel·lular de LE) és essencial per a la producció del fenomen cel·lular LE.
Es va descobrir que el factor LE és una gammaglobulina, i és considerada un anticòs per a les nucleoproteïnes. El complex constituït per l'’antigen i l'anticòs, nucleoproteïna i el factor cel·lular LE, és fagocitat per leucòcits polimorfonuclears per produir la característica cèl·lula LE cell30.
Els complements dels components del plasma, encara que no són essencials per la producció de cèl·lules LE, es consumeixen en aquesta reacció.
També es va descobrir que per a la producció de cèl·lules LE és necessària una font de nucleoproteïna (antigen), del factor de LE (anticòs) i leucòcits amb la capacitat de fagocitosi.
El coneixement de l'origen dels anticossos en general i dels anticossos antinuclears en particular es basa en tres conceptes principals:
- El primer és que la producció d'autoanticossos és deguda a un procés anomenat mimetisme molecular (molecular mimicry)
- El segon és que les reaccions dels autoanticossos estan guiades per vertaders autoantígens
- El tercer és que la producció d'autoanticossos no està controlada per antígens propis sinó que prové d'un desordre en el control de la xarxa immunitària

## Tipus
Es diferencien tres grans tipus d'anticossos antinuclears:
Anticossos antinuclears NATURALS
- Origen → No es coneix l'antigen que n'origina la síntesi. Estan presents en tots els individus a títols relativament baixos però en nens i persones majors es poden presentar a títols elevats. Per això és important establir valors de referència ajustats a les poblacions ètniques que els hagin d'utilitzar com a referència
- Característiques → Els produeixen els limfòcits B CD5, són de baixa avidesa, estan codificats per gens de la línia germinal, principalment són immunoglobulines IgM, són polireactius i no s'associen a malalties autoimmunitàries
- Funcions → Estan a la primera línia de defensa immunitària, depuren molècules pròpies danyades, participen en la xarxa de regulació idiotip-antiidiotip

Anticossos antinuclears INFECCIOSOS
- Origen → Es produeixen en resposta antígens externs (infeccions). Per aquest motiu, una vegada desapareix el procés infecciós disminueixen els títols d'aquest tipus d'anticossos
- Característiques → Tenen alta afinitat, predominen els isotips IgG, IgA i IgM, no s'associen a malalties autoimmunitàries i reconeixen components com l'ADN o els fosfolípids

Anticossos antinuclears AUTOIMMUNITARIS
- Origen → L'estímul que n'origina la síntesi pot ser tan intern com extern. Reflecteixen la pèrdua de la tolerància immunològica i el seu origen és a causa de molts factors. La seva producció depèn de la genètica, el medi ambient, canvis hormonals, etc.
- Característiques → Són d'alta avidesa, principalment són de l'isotip IgG però també en podem trobar de tipus IgA i/o IgM, s'associen a malalties autoimmunitàries i els títols en varien al llarg del curs de la malaltia en qüestió

## Els Anti-DNA com a exemple d'anticòs antinuclear
L'anti-DNA és un exemple d'un anticòs antinuclear que serveix per il·lustrar aquest grup de molècules:
Els anticossos anti-DNA varen ser descoberts el 1957 i des de llavors són considerats com “marcadors” del Lupus eritematós sistèmic, encara que també poden presentar-se en altres malalties autoimmunitàries. La presència d'aquests anticossos és poc freqüent i quasi sempre està relacionada amb aquest tipus de malalties.
Els anticossos anti-DNA poden unir-se al DNA d'una cadena, al DNA de doble cadena o a tots dos, i solen ser anticossos IgM o IgG.
Els anticossos anti-DNA d'una sola cadena poden unir-se a les bases púriques o pirimidíniques del DNA, als nucleòsids, nucleòtids, oligonucleòtids i també a la cadena ribosa-fosfat, la qual constitueix l'esquelet d'un bri de DNA. Al contrari, els anticossos anti-DNA de doble cadena només poden unir-se a la polirribosa-fosfat, als parells de bases desoxigaosina-desoxicitidina i desoxiadenosina-desoxitimidina i a algunes conformacions molt especials de la doble hèlix.
La majoria de persones normals tenen en el seu sèrum immunoglobulines IgM anti-DNA d'una sola cadena, que pertanyen als anticossos naturals presents en totes les persones. Aquests anticossos tenen una baixa afinitat cap al DNA i altres auto-antígens com la tiroglobulina o la miosina. No obstant, aquests anticossos presents al cos de manera natural poden canviar d'IgM a IgG, cosa que n'incrementa la tendència a ser patògens, ja que fa que els anticossos siguin molt més afins al DNA. Per contra, les IgG anticossos anti-DNA de doble cadena no solen ser presents en els individus normals i mostren una alta afinitat cap al DNA i altres antígens.

### Estructura dels Anti-DNA
Els anticossos anti-DNA son producte de diferents combinacions de gens de les regions V, D i J que codifiquen les cadenes lleugeres i pesant.
Aquests diferents segments de DNA codifiquen les diferents regions de l'anticòs: la cadena lleugera i pesant. Les regions constants de la cadena pesant determinen l'isotip de la immunoglobulina i les regions constants de les cadenes lleugeres determinen si és de tipus kappa o lambda. Les regions V determinen l'especificitat antigènica, moltes de les quals han estat seqüenciades.
Alguns anticossos anti-DNA estan codificats per la via germinal i no tenen càrrega, però la majoria (particularment les IgG) contenen mutacions somàtiques. Aquesta descoberta suggereix que molts anticossos anti-DNA són produïts a causa de l'estimulació d'antígens específics, tot i l'aparició d'una estimulació no específica de cèl·lules B policlonals.
En diversos anticossos anti-DNA, l'habilitat per lligar-se a aquest resideix en la cadena pesant, però les cadenes lleugeres poden millorar o prevenir aquesta unió. La forma amb la qual la regió V es lliga al DNA no és coneguda del tot (l'abundància de certs aminoàcid, com l'arginina, és molt important quant a la unió del DNA però no a totes les molècules).
La unió dels anticossos als antígens dels teixits es veu incrementada si els anticossos contenen aminoàcids carregats positivament o negativa i els antígens presenten la càrrega oposada. Per tant, l'abundància d'aminoàcids amb càrrega pot contribuir a l'especificitat de l'antigen i també al seu efecte patogen.
S'ha de tenir en compte, que tot i no presentar càrrega, molts aminoàcids de l'anticòs poden formar ponts d'hidrogen amb l'ADN.

### Altres tipus d'anticossos antinuclears
Altres tipus d'anticossos antinuclears són els anticossos anti-histona, els anti-Ro/SS-A, els anti-La/SS-B, els anti-Sm, els anti-Sci-70/anti-topoisomerasa I, els anti-Jo-1, els anti-gp210, els anti-centòmer, els anti-sp100, els anti-PM-Scl, etc.

## Relació amb la medicina

### Tests de detecció
S'han elaborat diverses proves que a través de l'anàlisi de la sang poden confirmar la presència d'ANAs a la sang. Les més utilitzades són les següents:
ELISAL'ELISA (enzyme-linked immunosorbent assay) utilitza plaques de microvaloracions cobertes amb antígens per detectar els ANAs. La mostra de sang s'incorpora a la placa de microvaloració, es deixa incubar i després es renta la placa. Si en la sang hi havia presència d'anticossos, quedaran units als antígens i mitjançant la incorporació d'un enzim (horseradish peroxidase) es produirà una reacció que originarà un canvi de color proporcional al nombre de complexos antigen - anticòs.
Immunofluorescència indirecta En aquest test, les cèl·lules HEp-2 s'utilitzen com a substrat; el sèrum extret del pacient s'incuba amb aquestes. Si en la mostra hi ha presència d'ANAs, aquests s'uniran als antígens de la cèl·lula. Aquests complexos poden ser visualitzats amb l'addició de fluorescents que s'uneixen als anticossos. Es considera que la prova és positiva si es veu fluorescència entre els valors 1:40/1:80. Tot i això, els positius amb un valor baix són presents en un 20% de la població sana. També s'ha de tenir en compte que un 5% de la població sana presenta valors alts d'ANA.
S'aprecien diferències significatives en la detecció d'ANA si es fa per un mètode o per un altre.

### Malalties relacionades
- Lupus eritematós sistèmic (SLE);[9][10]
- Artritis reumatoide;[10]
- Síndrome de Sjögren;[11]
- Esclerodèrmia;[12][13]
- Polimiositis;
- Dermatomiositis;
- Colangitis biliar primària;
- Lupus induït per les drogues;
- Hepatitis autoimmunitària;
- Esclerosi múltiple;
- Malalties de tiroides;
- Síndrome antifosfolipídica (SAF);
- Infeccions;
- Càncer.